# 翁独健
翁独健（1906年11月28日—1986年5月28日），原名翁贤华，男，福建福清人，中国史学家、教育家，在蒙元史研究领域成就尤为突出。

## 生平
翁独健于清光绪三十二年十月十三日（1906年11月28日）出生在福清三山镇坑边村的一个贫苦农家，原名翁贤华。他少时家境贫寒，三岁时因患小儿麻痹症，导致行走困难。民国二年（1913年）进入小学，後考入福清融美中学和福州英华中学。
民国十七年（1928年）考入北平燕京大学历史系，改名“独健”。读书期间，为史学家邓之诚、洪业、陈垣等赏识，并在洪业、陈垣等的影响下决定从事蒙元史研究。民国二十四年（1935年）赴美留学，三年後获得哈佛大学博士学位，同年入巴黎大学深造。 民国二十八年（1939年）回国，先後在天津工商学院、云南大学、中国大学等校任教，同时开展对蒙元史的系统研究。民国二十九年（1940年）9月起，历任燕京大学讲师、教授、教务长等职。
中华人民共和国成立後，任燕京大学代校长，兼任北京市人民政府委员、北京市教育局局长及民族事务委员会委员等职。1952年，因“院系调整”，燕京大学被拆分，翁独健转任中央民族学院研究部主任。1954年，中国史学会公布第一届理事会名单，郭沫若担任主席，吴玉章、范文澜担任副主席，他担任常务理事。1956年，任历史系主任。同年加入全国人民代表大会民族委员会组织的少数民族历史调查组，任内蒙东北调查组组长。1958年，中国科学院民族研究所成立，翁独健任副所长，并担任中国科学院历史研究所研究员，主持元史研究。1961年，同吴晗、翦伯赞等发起成立民族历史指导委员会，任副主任委员兼秘书长。
“文化大革命”中，翁独健遭受迫害，在五七干校打扫厕所。1971年回到北京，主持“二十四史”中的《元史》点校工作。中共十一届三中全会後，翁独健任中国社会科学院民族研究所副所长兼社会历史研究室主任，兼任全国政协三、四、五、六届委员。1986年5月28日因心脏病突发病逝。

## 成就和著作
翁独健以蒙元史研究工作著名。主要著作有《斡脱杂考》《蒙古时代的法典编纂》《元典章译语集释》等，主编有《蒙古族简史》。他还曾参与编纂《中国历史小丛书》《辞海·民族分册》《中国历史地图集》《中国大百科全书·民族卷》《全元诗》等书籍，主持《元史》的标点和校勘。

## 轶事
翁独健在燕京大学求学期间，与其同寝室者为吴世昌，後亦成著名学者。因翁独健腿疾，而吴世昌一目失明，有同学邓嗣禹戏作对联一副：“只眼观天下，独脚跳龙门”，横批“盲跛相助”，取自《左传》。这副对联当时在燕京流传很广。
1950年初，邓之诚听齐思和转述翁独健公开骂邓“倚老卖老,好批评人,什么会都不去”，自认为“此良言也，即以此罪名，勒令饿死，实不为枉。”